# Blässgans
Die Blässgans (Anser albifrons), auch Blessgans geschrieben, ist eine Gans aus der Gattung der Feldgänse, die in den arktischen Gebieten vom Norden des europäischen Russlands bis Ostsibirien, dem arktischen Nordamerika und auf Grönland brütet. Sie ist etwas kleiner als die Graugans und an ihrer weißen Stirnblesse sowie an der schwarzen Fleckung an ihrer Unterseite gut zu erkennen. Die Art wird in fünf Unterarten aufgeteilt, von denen zwei in Eurasien brüten.
In Mitteleuropa ist die Blässgans regelmäßiger Wintergast und Durchzügler im Tiefland. In den Niederlanden gibt es seit 1977 eine Brutvogelpopulation, die vermutlich ursprünglich von Gefangenschaftsflüchtlingen abstammt.

## Merkmale

### Erscheinungsbild ausgewachsener Vögel
Die Blässgans ist dunkel graubraun gefärbt mit einer meist hellen Unterseite sowie unregelmäßigen schwarzen Querflecken am Bauch. Adulte Vögel haben eine weiße Blesse, die von der Schnabelwurzel bis zur Stirn reicht. Die Blesse ist jedoch nicht so groß wie bei der Zwerggans, wo sie bis über die Augen reicht. Der Schnabel der Blässgans ist rosa, die Füße sind orange. Jungvögel tragen die charakteristische Stirnzeichnung im Herbst noch nicht, ebenso fehlen die Bauchstreifen. Diese Kennzeichen bilden sich mit der Kleingefiedermauser im Laufe des ersten Winters heraus. Jungvögel weisen eine schwarze Schnabelspitze („Nagel“) auf.
Der Schnabel ist blassrötlich bis zartrosa (Unterart Europäische Blässgans A. alb. albifrons) oder gelborange (Unterart Grönland-Blässgans A. alb. flavirostris), die Beine orange gefärbt. Sie ist etwa 65–76 cm groß, das Gewicht liegt bei 1900–2400 g (Ganter) und 1600–2100 g (Gans), die Grönland-Blässgans ist etwas schwerer. Die Flügelspannweite beträgt zwischen 130 und 165 Zentimetern.

### Unterarten

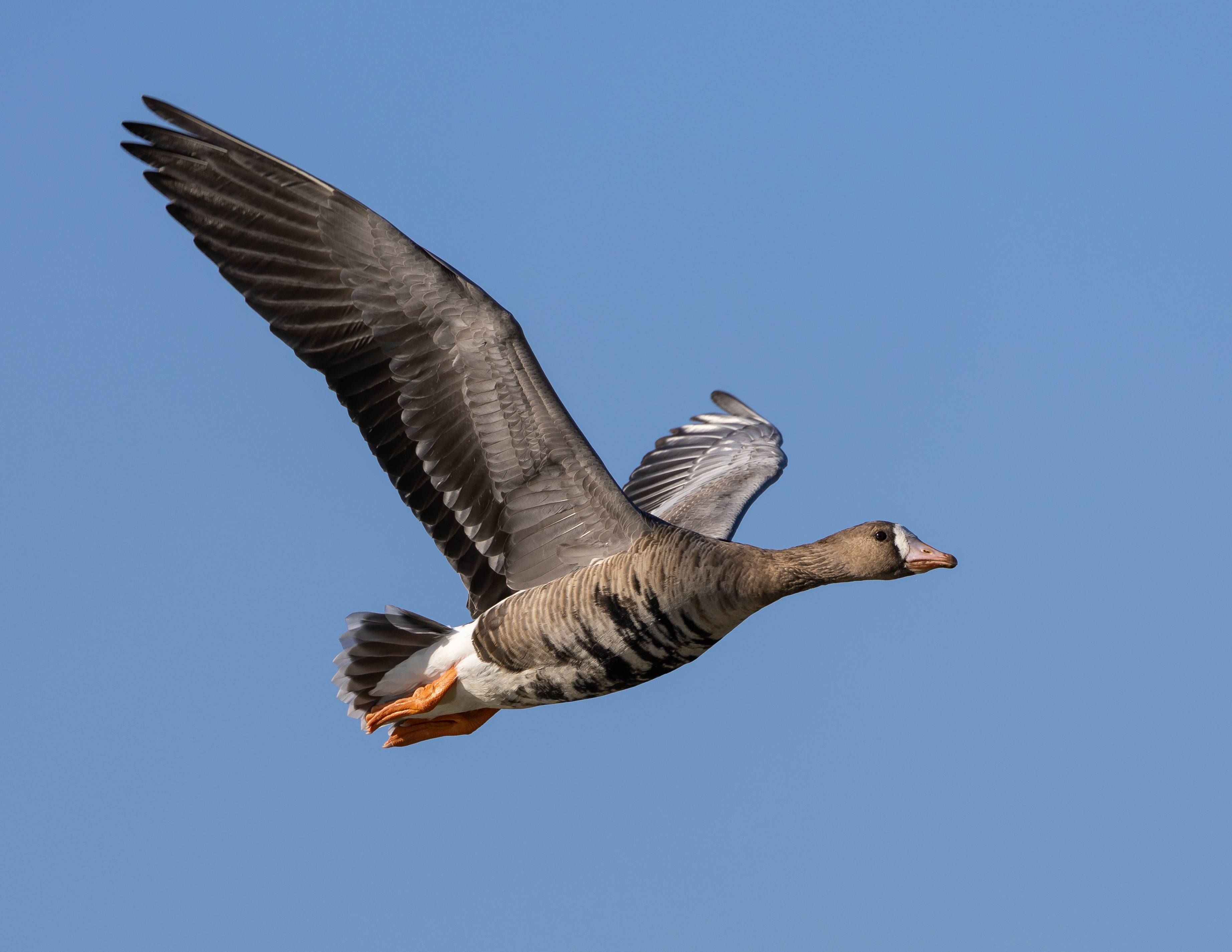
Im Flug ist die typische Querbänderung der Unterseite gut sichtbar

Es werden fünf Unterarten unterschieden:
- Europäische Blässgans (A. alb. albifrons),
- Grönland-Blässgans (A. alb. flavirostris),
- Pazifik-Blässgans (A. alb. frontalis), die in Alaska und Ostsibirien beheimatet ist.
- A. alb. gambelli (Mackenziebucht, Kanada) und
- Tule-Blässgans (A. alb. elgasi), die in Alaska vorkommt. Für sie wird gelegentlich diskutiert, ob ihr ein eigener Artstatus gebührt.[2][3] Sie ist dunkelbraun, langschnäbelig. Einzelne Individuen weisen gelbe Augenringe auf. Das für Blässgänse charakteristische weiße Stirnfeld reicht bei ihr mitunter über die Augenhöhe. Sie ist mit etwa 5.000 Individuen die am wenigsten zahlenstarke Unterart der Blässgans. Die IUCN stuft diese Unterart als gefährdet ein.[4]

### Erscheinungsbild der Dunenküken und Jungvögel
Dunenküken haben eine braune Körperoberseite. Auf der Körperunterseite sind sie grauweiß bis gelblich. Die Stirn, das Gesicht, die Kehle und der Vorderhals sind gelblich weiß. Vom Schnabel bis zum Auge verläuft ein dunkler Zügel. Zum Zeitpunkt des Schlupfes ist der Schnabel dunkelgrau mit einem rosa bis cremefarbenen Nagel. Die Beine und die Füße sind dunkelgrau. Bevor die Jungvögel flügge werden, ändert sich die Schnabelfärbung zu einem hellen Rosa, wobei die Schnabelspitze schwarz wird. Füße, Beine und Schwimmhäute werden zu diesem Zeitpunkt gelbrosa. Die Iris bei den Jungvögeln ist braun.

### Rufe
Blässgänse sind sehr ruffreudige Gänse. Ihr Distanzruf ist höher und hat eine schnellere Abfolge als der der Graugans. Es sind zum Teil auffallend helle und überwiegend zweisilbige Rufe („Kli-lick, kil-lick“). Dreisilbige Rufe sind seltener zu hören. Weidende Blässgänse geben ein graugansartiges gragagaga von sich.

## Verbreitung

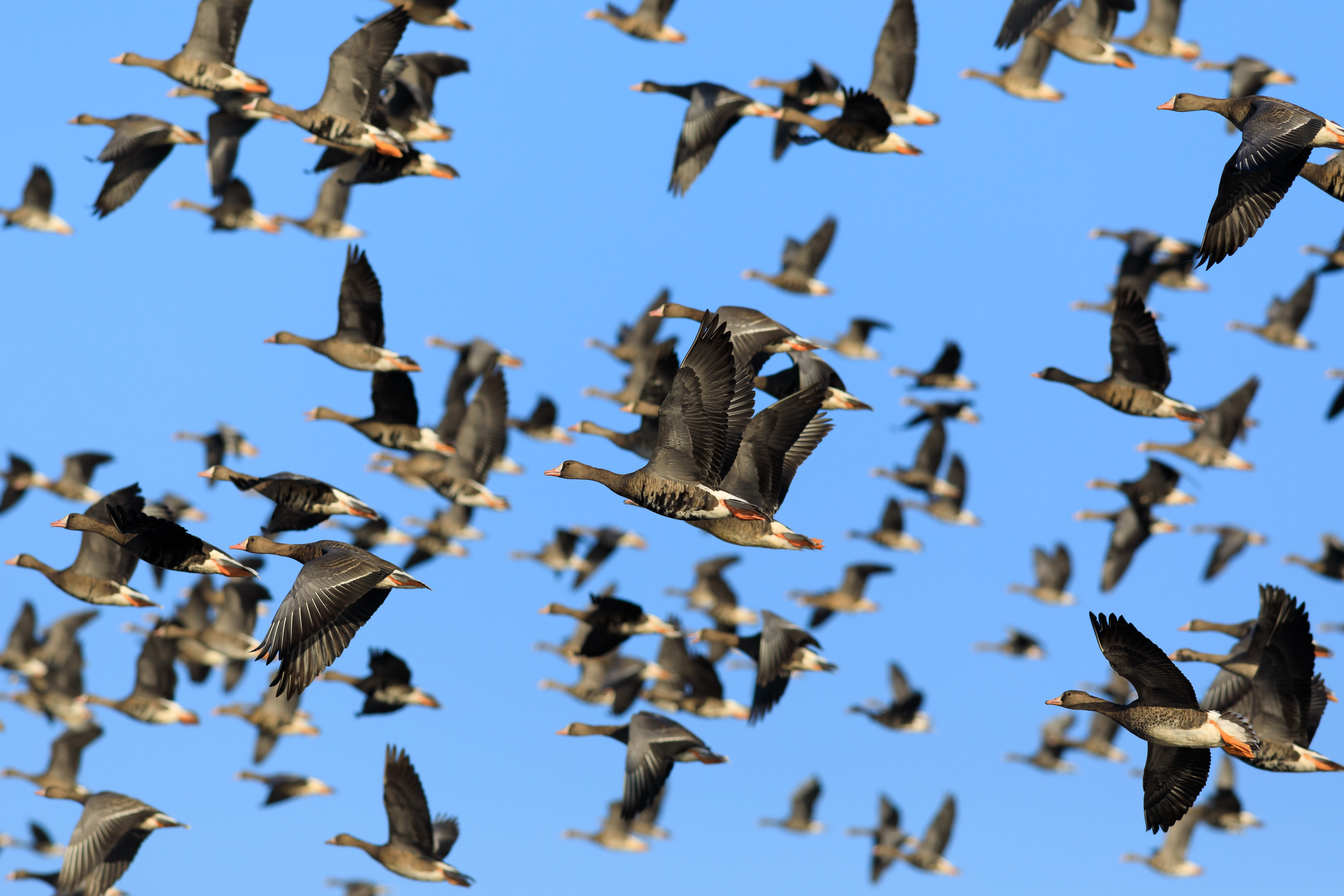
Ein Schwarm in Kalifornien überwinternder Blässgänse

Die Blässgans ist ein mit insgesamt fünf Unterarten im hohen Norden Asiens und Amerikas sowie im Südwesten Grönlands beheimateter Vogel.
Die Grönland-Blässgans (Anser alb. flavirostris) brütet in Westgrönland und zieht über Island in die Wintergebiete in Schottland und Irland. Als seltener Irrgast wird sie im Winterhalbjahr gelegentlich auch in Mitteleuropa beobachtet. Der Bestand der Grönland-Blässgans ist insgesamt gering. Aufgrund aktueller Bestandsrückgänge wurde 2006 die Jagd auf diese Unterart auf dem gesamten Zugweg eingestellt.
Die Europäische Blässgans (Anser alb. albifrons) brütet in den Tundren zwischen der nordrussischen Kanin-Halbinsel bis an den Chatanga auf der Taimyrhalbinsel. Sie überwintert verteilt auf mehrere Zugwegsysteme zwischen Kasachstan und England. Aktuelle Ergebnisse der Satellitentelemetrie weisen auf ein komplexes System von Zugwegen zwischen den Brut- und Wintergebieten. Der überwiegende Teil zieht derzeit vermutlich nach Westeuropa, wo die Schwerpunkte des winterlichen Rastgeschehens in Mecklenburg-Vorpommern, Brandenburg, Niedersachsen, den Niederlanden und Belgien liegen. Die in Mitteleuropa überwinternden Blässgänse haben ihr Brutgebiet vorrangig im europäischen Teil der Arktis bis zur Kanin-Halbinsel. Ringfunde haben auch belegt, dass sich in Mitteleuropa vereinzelt Blässgänse einfinden, die auf der Taimyrhalbinsel mausern.
Blässgänse sind in Mitteleuropa ausschließlich Wintergäste. Der Einflug beginnt Ende September. Der Rückzug erfolgt ab Februar bis März. Die Population hat sich seit einem historischen Tief nach dem Zweiten Weltkrieg deutlich erholt, wird heute auf ca. 1–1,2 Mio. Individuen geschätzt. Das Bestandswachstum ist aktuell abgeschlossen.

## Ernährung
In ihren Brutarealen ernähren sich Blässgänse überwiegend von den vegetativen Teilen von Seggen und Gräsern. Hauptnahrungspflanze ist in weiten Teilen das Schmalblättrige Wollgras. Während der Mauserzeit fressen sie auch sehr gerne Schachtelhalme sowie Arctofila fulva, Atropis angustata, Pleuropogon sabinii und Carex stans. Daneben spielen eine Reihe von Süßgräsern eine Rolle. In den arktischen Tundren werden zudem im Spätsommer Beeren wie Krähenbeere und Moltebeere gefressen.
Im Winterquartier spielen neben den Süßgräsern auch die grünen Triebe der Meeres-Salde eine Rolle. Sie fressen außerdem die Samen vieler Pflanzen und weiden auch auf Wintersaaten.

## Fortpflanzung

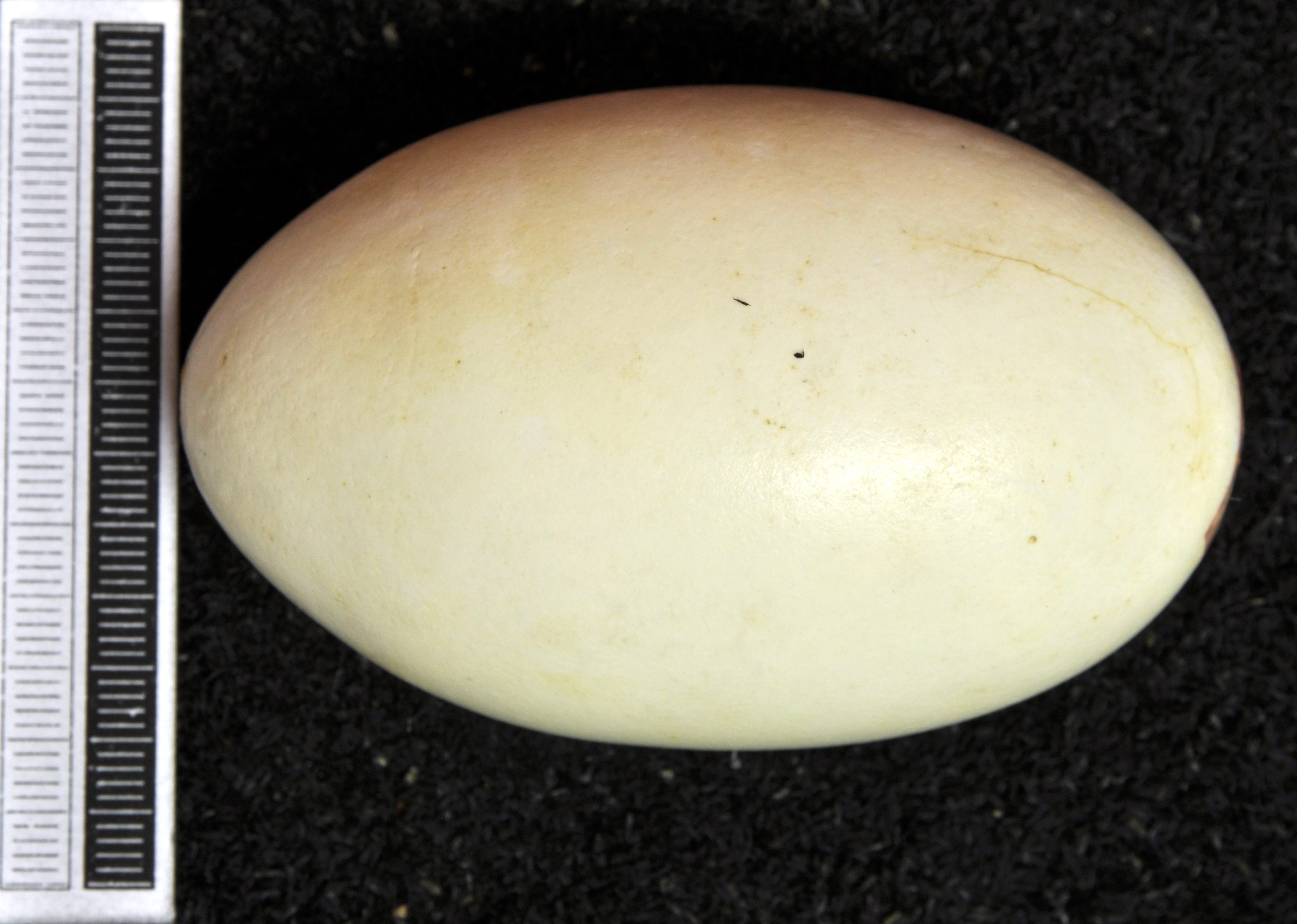
Ei (Museum Wiesbaden)

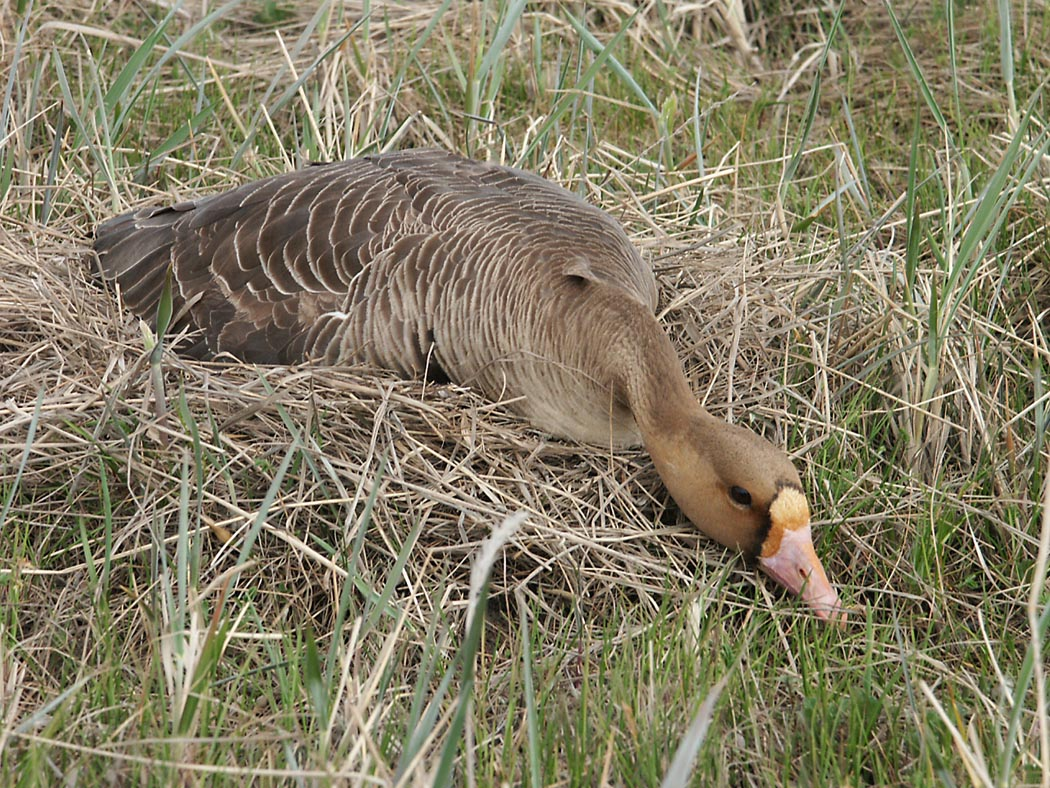
Wildvogel auf dem Nest

Die Brutgebiete der Blässgans liegen in der fast vegetationsfreien arktischen Tundra bis hin zur Strauchtundra. Blässgänse kehren ab Mitte Mai in ihre Brutareale zurück. Im äußersten Norden des Verbreitungsgebietes und im Gebirge finden sie sich erst in der ersten Junihälfte im Brutareal ein. Nach der Rückkehr halten sich die Blässgänse paarweise oder in kleinen Trupps im engeren Brutgebiet auf und ziehen umher, ohne sofort ein bestimmtes Revier zu besetzen. Der Bau der Nester beginnt erst Anfang bis Mitte Juni, wenn die intensive Schneeschmelze eingesetzt hat.
Das Nest ist locker gebaut und besteht aus Gräsern und Stängeln. Vor dem Beginn der Brut wird es mit Dunen sehr reichlich ausgekleidet. Während der Mauserzeit, wenn die Altvögel flugunfähig sind und die Jungvögel ihre Flugfähigkeit noch nicht erreicht haben, bilden die Gänse große Scharen, die bei Gefahr auf freie Wasserflächen ausweichen. Die Altvögel erlangen ihre Flugfähigkeit etwa ab Mitte August zurück. Zu diesem Zeitpunkt sind auch die Jungvögel flugfähig. Kurze Zeit danach beginnt der Abzug in die Wintergebiete. Gewöhnlich haben Blässgänse Ende September ihr Brutgebiet vollständig verlassen.
Der älteste beringte Wildvogel wies ein Alter von 25 Jahren auf.